# Józef Bielejec
Józef Bielejec (ur. 2 lutego 1897 w Starachowicach, zm. wiosną 1940 w Katyniu) – major saperów Wojska Polskiego, ofiara zbrodni katyńskiej.

## Życiorys
Urodził się w rodzinie Franciszka i Joanny ze Świderków. Członek POW, uczestnik wojny 1920 r., obrońca Lwowa. W latach 1921–1924 w Szkole Podchorążych Saperów w Warszawie, 1924–1928 w 4 pułku saperów w stopniu podporucznika ze starszeństwem z dniem 1 czerwca 1919 roku. 
Mianowany porucznikiem ze starszeństwem z dniem 1 czerwca 1921 roku w korpusie oficerów inżynierii i saperów. W 1928 roku służył w Departamencie Inżynierii Ministerstwa Spraw Wojskowych, pozostając w kadrze oficerów saperów.
W latach 1929–1934 wykładowca w Szkole Podchorążych w Warszawie, 1935–1938 na stażu pułkowym w 2 pułku saperów w Puławach i na kursie w Wyższej Szkole Wojennej, wykładowca w Wyższej Szkole Inżynieryjnej. W 1932 roku w Szefostwie Saperów Ministerstwa Spraw Wojskowych w Warszawie. Majorem został mianowany ze starszeństwem z dniem 19 marca 1938 roku i 22. lokatą w korpusie oficerów saperów.
W pierwszych dniach kampanii wrześniowej 1939 roku wysłany z Modlina do Brześcia wraz z grupą saperów w celu stworzenia ośrodka szkolenia saperów. W czasie podróży otrzymał rozkaz wysadzenia mostu nad Bugiem. 16 września wraz z grupą trzech podchorążych został wzięty do niewoli przez szpicę oddziałów gen. Guderiana. Przewieziony do więzienia w Brześciu. Przekazany w ręce Sowietów i osadzony w obozie jenieckim w Kozielsku. Wiosną 1940 roku  został zamordowany przez funkcjonariuszy NKWD w lesie katyńskim i tam pogrzebany w bezimiennej mogile zbiorowej, gdzie od 28 lipca 2000 roku mieści się oficjalnie Polski Cmentarz Wojenny w Katyniu. W miejscu tym prowadzone były ekshumacje i prace archeologiczne. W 1943 roku jego ciało zostało zidentyfikowane w toku ekshumacji prowadzonych przez Niemców pod numerem 77, a przy zwłokach znaleziono: zaświadczenie o szczepieniu w obozie w Kozielsku, kartę wizytową oraz list od p. Zofii z Sandomierza.  Figuruje na liście wywózkowej z 1 kwietnia 1940 i liście PCK (AM) 077. 
Był żonaty, miał syna Jerzego.

## Ordery i odznaczenia
- Krzyż Walecznych [2]
- Medal Niepodległości[2]
- Krzyż Legionowy[15]
- Państwowa Odznaka Sportowa[15]
- Odznaka Pamiątkowa 4 Batalionu Saperów[15]

## Upamiętnienie
5 października 2007 roku minister obrony narodowej Aleksander Szczygło mianował go pośmiertnie na stopień podpułkownika. Awans został ogłoszony 9 listopada 2007 roku  w Warszawie, w trakcie uroczystości „Katyń Pamiętamy – Uczcijmy Pamięć Bohaterów”.
8 marca 2015 roku m.in. jego nazwisko zostało umieszczone na tablicy pamiątkowej poświęconą 46 ofiarom mordu w Katyniu związanych z puławskim 2 Pułkiem Saperów Kaniowskich w kościele Matki Boskiej Różańcowej, Lubelska 7 w Puławach.
22 kwietnia 1990 roku został upamiętniony na tablicy w kościele parafialnym Świętej Trójcy przy ulicy Kościelnej w Starachowicach, a także 10 kwietnia 2011 roku na pomniku poświęconym ofiarom zbrodni katyńskiej z 1940 roku i ofiarom tragedii Smoleńskiej z 2010 roku, na terenie tej samej parafii.
17 września 2007 roku wmurowano tablice z nazwiskami pomordowanych na pomniku „Krzyż Ofiar Zbrodni Katyńskiej” na skwerze Ofiar Zbrodni Katyńskiej przy zbiegu ul. Jadwigi Kaczyńskiej i Chopina w Starachowicach.